# Yasushi Fukunaga
Yasushi Fukunaga (福永 泰 Fukunaga Yasushi?, nacido el 6 de marzo de 1973 en Tokio) es un exfutbolista japonés. Jugaba de centrocampista y su último club fue el Vegalta Sendai de Japón.

## Trayectoria

### Clubes
| Club           | País  | Año         |
| -------------- | ----- | ----------- |
| Urawa Reds     | Japón | 1995 - 2001 |
| Vegalta Sendai | Japón | 2002 - 2003 |